# Aleurodiscus farlowii
Aleurodiscus farlowii är en svampart som beskrevs av Burt 1918. Aleurodiscus farlowii ingår i släktet Aleurodiscus och familjen Stereaceae.   Inga underarter finns listade i Catalogue of Life.